# Norman Sylla
Norman Sylla (Parigi, 27 settembre 1982) è un ex calciatore francese naturalizzato guineano, di ruolo attaccante.

## Carriera

### Club
Ha giocato nella massima serie dei campionati belga e turco.

### Nazionale
Nel 2007 ha giocato due partite con la nazionale guineana.